# San Esteban Apedreado
La San Esteban Apedreado (escrito a veces San Estéban) fue una fragata de la armada española de 40 cañones nominales, que desembarcó y fue dañada en el Río de la Plata en 1741, siendo a resultas desguazada en 1744.

## Construcción
El San Esteban Apedreado fue una fragata de quinta categoría construida en el astillero Guarnizo cerca de Santander, España, por Lorenzo Arzueta. Su eslora era de 36,28 metros (39,7 yd), la eslora en quilla era de 32,59 metros (35,6 yd), manga de 9,31 metros (10,2 yd) y profundidad en la bodega de 4,68 metros (5,1 yd). Su desplazamiento era de 625 toneladas. Llevaba dieciocho cañones de 12 libras en la cubierta inferior, dieciocho cañones de 8 libras en la cubierta superior y cuatro cañones de 4 libras en el alcázar. En 1741 tenía una tripulación de 350 personas. Algunas fuentes señalan que llegó a estar armado con 50 cañones.

## Historial de servicio
Fue adquirida por la armada española en 1726. En 1730 permaneció en La Habana, de donde zarpó el 26 de mayo de 1731 y llegó a Cádiz el 14 de julio del mismo año. En octubre de 1731 llevó tropas de Cádiz a Livorno con la flota del Marqués del Mari. Salió de Cádiz el 9 de mayo de 1736 y navegó hacia Buenos Aires, en el marco de la guerra hispano-portuguesa de 1735-1737. El 26 de agosto de 1736 capturó la fragata portuguesa Madre de Dios y el 15 de enero de 1737 regresó a Buenos Aires. En marzo Nicolás Geraldín reforzó la flota en aguas del Río de la Plata, de tal forma que el San Esteban se unió a las fragatas Hermiona, Galga, Paloma y Rosario, junto con otros tres buques capturados a los portugueses, no llegando a participar ante la suspensión de las hostilidades.
En abril de ese año estuvo en el Río de la Plata con las embarcaciones Hermione, San Francisco Javier y Paloma Indiana. Partió para España con la fragata Hermione en 1739. El San Esteban Apedreado y Hermione llegaron a Ferrol, Galicia, en 1740 y entraron en Cádiz en abril del mismo año.

## Último viaje
La San Esteban Apedreado salió de Ferrol el 7 de octubre de 1740 en la escuadra del vicealmirante José Alfonso Pizarro, pero fue obligado a retroceder debido al mal tiempo. La escuadra salió de Ferrol nuevamente el 21 de octubre de 1740. En 1741 una flota al mando del comodoro Anson salió de Inglaterra para atacar las costas de Chile y Perú. El gobierno español ordenó al general José Pizarro que respondiera con su escuadra compuesta por los barcos Asia (64), Guipúzcoa (74), Hermione (54) y Esperanza (50) y la misma fragata San Esteban Apedreado (40). El 28 de febrero de 1741 se hallaban al oeste de las costas del Cabo de Hornos, cuando les sobrevino un temporal de nieve y frío que cubrió las cubiertas de media vara de nieve, siendo dispersado por una violenta tormenta. Con el continuo mal tiempo, el San Esteban Apedreado se vio obligado a regresar al Río de la Plata, donque quedó varado el 7 de marzo. Resultó gravemente dañada y fue considerada inútil para el servicio, siendo desarmada en 1744.